# 미셸 페얼리
미셸 페얼리(Michelle Fairley, 1964년 ~ )는 북아일랜드의 배우이다.

## 출연 작품
- 이처럼 사소한 것들 (2024) - 윌슨 부인 역
- 하트 오브 더 씨 (2015)
- 공동범죄: 간접살인자 (2014)
- 아이온크래드2: 피의 전투 (2014)
- 몬타나 (2014)
- 인비저블 우먼 (2013)
- 필로미나의 기적 (2013)
- 왕좌의 게임 3 (2013)
- 왕좌의 게임 2 (2012)
- 왕좌의 게임 1 (2011)
- 컵케이크 (2010)
- 사이버 밀실: 위험한 초대 (2010)
- 해리 포터와 죽음의 성물 - 1부 (2010)
- 미스핏츠 1 (2009)
- 안톤 체홉의 결투 (2009)
- 사랑의 교실 (2005)
- 디 아더스 (2001)
- 세컨드 데스 (2000)
- 비셔스 서클 (1999)
- 히디어스 킨키 (1998)
- 숨겨진 계략 (1990)
- 스크린 투 (1985)